# ادن پرز
ادن پرز (انگلیسی: Adán Pérez؛ زادهٔ ۲۴ اکتبر ۱۹۸۹) بازیکن فوتبال اهل اسپانیا است.
از باشگاه‌هایی که در آن بازی کرده‌است می‌توان به باشگاه فوتبال راسینگ سانتاندر و باشگاه فوتبال رئال ساراگوسا اشاره کرد.